# 祚蓮
祚蓮（それん、生没年不詳）は、飛鳥時代の日本の僧侶。薬師寺の初代住職。

## 経歴
天武天皇9年(680年)に天皇が薬師寺を建立する際、その建築様式(竜宮伽藍)を進言した。天皇は喜び、祚蓮を薬師寺に止住させた。現在も薬師寺には北川運長が江戸時代制作した祚蓮像と行基像が残る。